# Plebejus vacaresa
Plebejus vacaresa är en fjärilsart som beskrevs av Ribbe 1910. Plebejus vacaresa ingår i släktet Plebejus och familjen juvelvingar. Inga underarter finns listade i Catalogue of Life.